# História do Nepal
A história mais remota do Nepal se conhece apenas por versões budistas e hindus das tradições lendárias dos newares, povos mongólicos que chegaram ao país no século IX. Encontram-se referências ao Nepal nas fontes clássicas da Índia, cujo imperador Asoka teria visitado o local no século III a.C.
Ferramentas do neolítico foram encontrados no vale de Catmandu indicam a presença humana na região do Himalaia em pelo menos 9 000 anos. Parece que as pessoas etnia Kirat foram as primeiras pessoas a habitar no Nepal e governaram por cerca de 2 500 anos.
Entre os séculos IV e VIII, os newares do vale de Katmandu adotaram a civilização indiana. O primeiro governo centralizado do Nepal foi a dinastia Licchavi, aproximadamente entre os séculos IV ao X), quando o comércio feito através dos caminhos dos Himalaias transformou o isolado vale do Nepal em centro intelectual e cultural. Em meados do século VII, iniciou-se o contato com a China. Influências budistas foram dominantes durante a dinastia Licchavi, mas foi sob a dinastia Malla, entre os séculos X e XVIII, que o hinduísmo tornou-se a religião dominante.
| |  |  |
| Jung Bahadur, fundador da dinastia Rana (primeiros-ministros hereditários) e o Rei Tribuvana Bir Bikram (1951-1955), da dinastia gurca Shah |  |  |

A partir do século XII, com exceção dos vales do norte do país, ocupados pelos tibetanos, o resto do país foi paulatinamente sendo colonizado pelos indo-nepaleses. Yaksa Malla, no século XV, dividiu o reino em três principados que, no século XVI, passaram a ser governados por dinastias independentes. Em 1769, os gurcas (grupo étnico indo-afegão do Himalaia ocidental) conquistaram o vale do Nepal e tomaram o poder no país, transferindo a capital de Patan para Katmandu, com o que se assentaram as bases do moderno Estado nepalês. A partir de Katmandu, eles exerciam poder absoluto sobre as tribos nativas nepalesas. Entre 1775 e 1951, a política do Nepal foi caracterizada por conflitos entre a monarquia, em sua tentativa de conseguir a centralização do país, e várias famílias nobres.
As relações entre os gurkhas e os ingleses se desenvolveram de acordo com um tratado assinado em 1791. Em 1803, tiveram início conflitos de fronteira e, em 1814, os ingleses declararam guerra ao Nepal. A Guerra Anglo-nepalesa (1814 a 1816) levou o Nepal a fazer concessões territoriais e a aceitar uma espécie de protetorado da Grã-Bretanha (tratado de Katmandu e tratado de Segowlie). Durante os 30 anos seguintes, grupos a favor e contra a Inglaterra se revezaram no poder. Em 1846, Jung Bahadur, líder do grupo armado a favor da Inglaterra, tomou da dinastia gurca Shah o controle do governo e assumiu o cargo de primeiro ministro, dando início a um grande período de domínio político da dinastia Rana. O cargo de primeiro ministro passou a ser transmitido hereditariamente. Os gurkhas foram recrutados para servirem aos exércitos britânico e indiano.

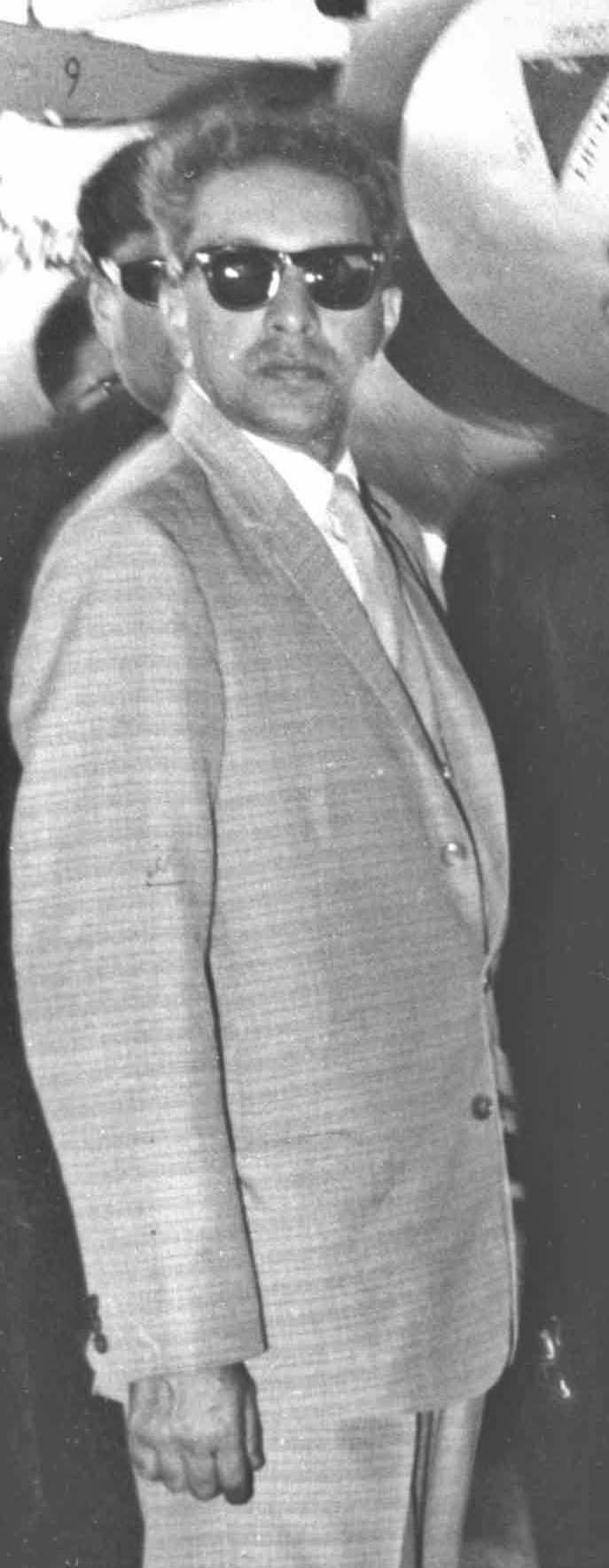
Rei Mahendra Bir Bikram (1955-1972)

Em 1923, o governo britânico reconheceu formalmente a plena independência do Nepal, mas só após o fim da Segunda Guerra Mundial ocorreriam alterações revolucionárias na estrutura obsoleta do Estado. Em 1950, os nepaleses residentes na Índia se aliaram aos membros da família real para derrubar o regime da família Rana. Com o apoio do governo da Índia, o rei Tribuvana Bir Bikram (1951-1955) restabeleceu a autoridade real, e as forças revolucionárias assumiram cargos na Administração. Durante essa década, os conflitos políticos continuaram e ocorreram várias mudanças de governo e intervalos, durante os quais o rei reassumiu o governo direto.
Em 1955, Mahendra Bir Bikram (1955-1972) ascendeu ao trono, reinando de forma mais democrática. Aprovou-se uma nova Constituição em 1959, quando se realizaram eleições parlamentares. Um ano mais tarde, entretanto, devido a divergências entre a coroa e o gabinete, o rei Mahendra destituiu o Parlamento e instaurou um regime de poder pessoal. Em 1962, foi promulgada uma nova Constituição que passou a dar muito mais poder à família real. Durante vários anos, o rei exerceu um controle autocrático por todo o país, uma vez que a Constituição não previa a existência de partidos políticos da oposição.

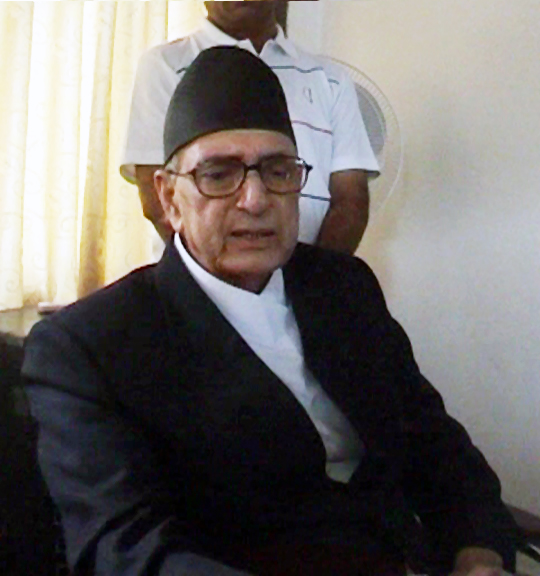
Girija Prasad Koirala

Em 1972, o rei morreu e foi sucedido pelo seu filho, Birendra Bir Bikram, que seguiu a mesma política. Após uma série de protestos a favor da democracia e prisões em massa feitas a partir de 1989, o rei aceitou legalizar os partidos políticos e outorgou uma nova Constituição, em novembro de 1990, criando um parlamento bicameral. As primeiras eleições livres multipartidárias, de maio de 1991, foram vencidas pelo Partido do Congresso Nepalês, liderado por Girija Prasad Koirala, que tinha a oposição oficial do Partido Comunista do Nepal Unido. Soldados nepaleses participam de missões das Nações Unidas no Oriente Médio. Após as eleições 1994, o rei dissolveu o parlamento mais uma vez, em resposta a pedidos do Partido Comunista, convidando seu gabinete para assumir o governo interinamente até as próximas eleições. Desde 1996,há confrontos do poder com o desenvolvimento de uma guerrilha maoísta (Guerra do Povo Nepalês).
Em 1 de junho de 2001, o rei Birendra, a rainha Aishwarya e quase todos os membros da família real foram assassinados (oficialmente pelo príncipe herdeiro Dipendra, que se suicidou). Embora em estado de coma, Dipendra foi proclamado rei (de acordo com a tradição nepalesa) na sua cama de hospital. Morreu horas depois. Em consequência, o seu tio (irmão de Birendra) Gyanendra Bir Bikram Shah Dev subiu ao trono em 4 de junho. Embora pairem dúvidas sobre a forma de sua ascensão ao trono, o rei Gyanendra concluiu em três dias uma investigação sobre a morte do rei anterior e sua família.
Até 2008, o Nepal foi uma monarquia constitucional, em que o primeiro-ministro governava com o Conselho Nacional e com a Câmara dos Representantes, mas em 28 de maio desse ano, a Assembleia Constituinte do país aboliu a monarquia a favor da instauração de um governo republicano e em prol da democracia, acabando assim a última das monarquias hinduístas sobrevivente no século XXI.